# 英特爾8051

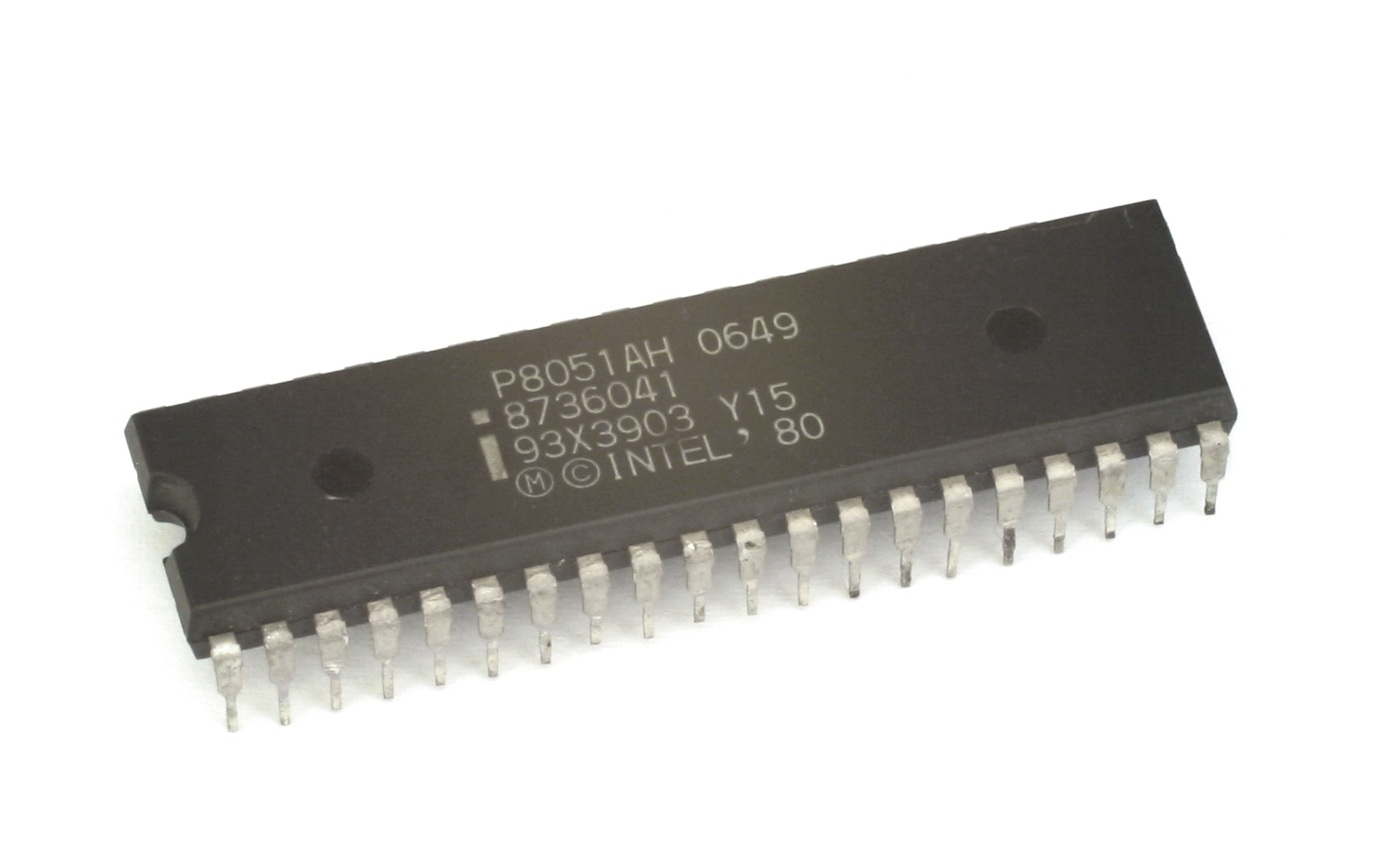
Intel P8051

8051是一種8位元的單晶片微控制器，屬於MCS-51單晶片的一種，由英特爾公司於1981年製造。到現在，有更多的IC設計商，如Atmel、飛利浦、華邦等公司，相繼開發了功能更多、更強大的兼容產品。
8051单芯片是同步式的顺序逻辑系统，整个系统的工作完全是依赖系统内部的时脉信号，用以来产生各种动作周期及同步信号。在8051单片机中已内建时钟产生器，在使用时只需接上石英晶体谐振器（或其它振荡子）及电容，就可以让系统产生正确的时钟信号。
英特爾原來的8051系列的開發利用 NMOS 技術，但後來的版本中，在其名称加入字母C（例如，80C51），確定使用 CMOS技术，这样比NMOS节能。这使它们更适合于电池供电设备。

## 主要功能及特性
8051在单一的封装中提供很多功能，包括CPU、RAM、ROM、输入输出、中断、时钟等。
8051能夠達到以一般工業配線盤更小的體積，來達成自動控制作業，如感測訊號的擷取、循序控制等，它皆能輕易的完成。
近年來單晶片的功能不斷加強，價格愈加便宜，傳統的8051已經成為學校的教材。
單晶片具備了便宜、電路簡單、體積小與耗電低等優點，所以目前在業界使用的極為廣泛。比如要控制一個馬達就不需要使用一台個人電腦（PC）來控制，只要一顆單晶片加上驅動電路就可以加以控制這顆馬達的運轉了。
|  |  |  |

## 8051
- 8 位元 CPU

i8051 microarchitecture.

- 4 KB 內部程式記憶體，最大可擴充至 64 KB。
- 128 Bytes 內部資料記憶體，最大可擴充至 64 KB。
- 具有邏輯代數運算功能（位元邏輯）。
- 4 組可位元定址的 I/O 埠（P0、P1、P2、P3）。
- 2 組16位元計時／計數器（T0、T1）。
- 5 個中斷源（INT0、INT1、T0、T1、RXD、TXD）。
- 1 組全雙工串列埠（UART）。

## 8052
- 8 位元 CPU
- 8 KB 內部程式記憶體，最大可擴充至 64 KB。
- 256 Bytes 內部資料記憶體，最大可擴充至 64 KB。
- 具有邏輯代數運算功能（位元邏輯）。
- 4 組可位元定址的 I/O 埠（P0、P1、P2、P3）。
- 3 組 16 位元計時／計數器（T0、T1、T2）。
- 6 個中斷源（INT0、INT1、T0、T1、T2、RXD、TXD）。
- 1 組全雙工串列埠（UART）。

## 相容型號

### AT89C2051
- 兼容 MCS®-51 指令集的产品
- 2 KB 的可编程（但是不能在线烧录）程序储存器，拥有: 10,000 次的写入/擦除次数。
- 在2.7 V - 6 V 均可运作
- 静态模式下支持的时钟频率: 0 Hz to 24 MHz
- 两重对程序的加锁位
- 内部的 RAM 大小为 128 x 8 Bit.
- 15 个可编程的 I/O 口线
- 两个 16 Bit 的内建定时器
- 六个内部中断源
- 可编程的 串行接口 收发器
- 直接驱动 LED 的输出能力
- 内建的模拟比较器
- 低功率的空闲/掉电模式
- 绿色封装 (无铅/无卤化物)

## 晶片系列

### Intel 原廠
Intel原廠發行過的型號
- 8031、8032
  - 無 ROM，只有 RAM（資料記憶體），需外接程式記憶體，EA須接地。

- 8051、8052
  - 這是 MASK ROM 型，為了大量生產，晶片廠把客戶的程式碼，直接在製造時 MASK（光罩）在晶片上的型號。

- 8751、8752
  - 此為EPROM型，在IC包裝（晶片的外殼）上有設置有石英玻璃的透明窗口者，可用工業級的紫外線燈，照射窗口內的晶片10~30分鐘以清除資料，就能再重新燒錄。此型為工程師設計用或小量生產打樣用。由於有窗口的陶瓷包裝比較貴，所以其後也有出品無窗口的樹脂包裝，因為對晶片廠而言，不管有沒有窗口，裡面的晶片都一樣，故稱無窗口的為 OTP（一次燒錄型）的8751。因為對使用者而言，OTP的使用方式，就跟PROM一樣，所以也有人稱為 PROM 型的 8751。

### 衍生型號
為Intel授權其他廠商智慧財產權核心（IP core）衍生開發的型號。

#### Atmel
- AT89C51、AT89C52
  - 有ROM（EEPROM），可重複燒錄，用電氣信號清除（12V），清除時間只要5-10秒。

- AT89S51、AT89S52
  - 有 ROM（EEPROM 或 Flash memory），可重複燒錄，用電氣信號清除 (5V)，可用 ISP Flash Microcontroller Programmer 介面燒錄及清除資料，為 AT89C51 更新版本。

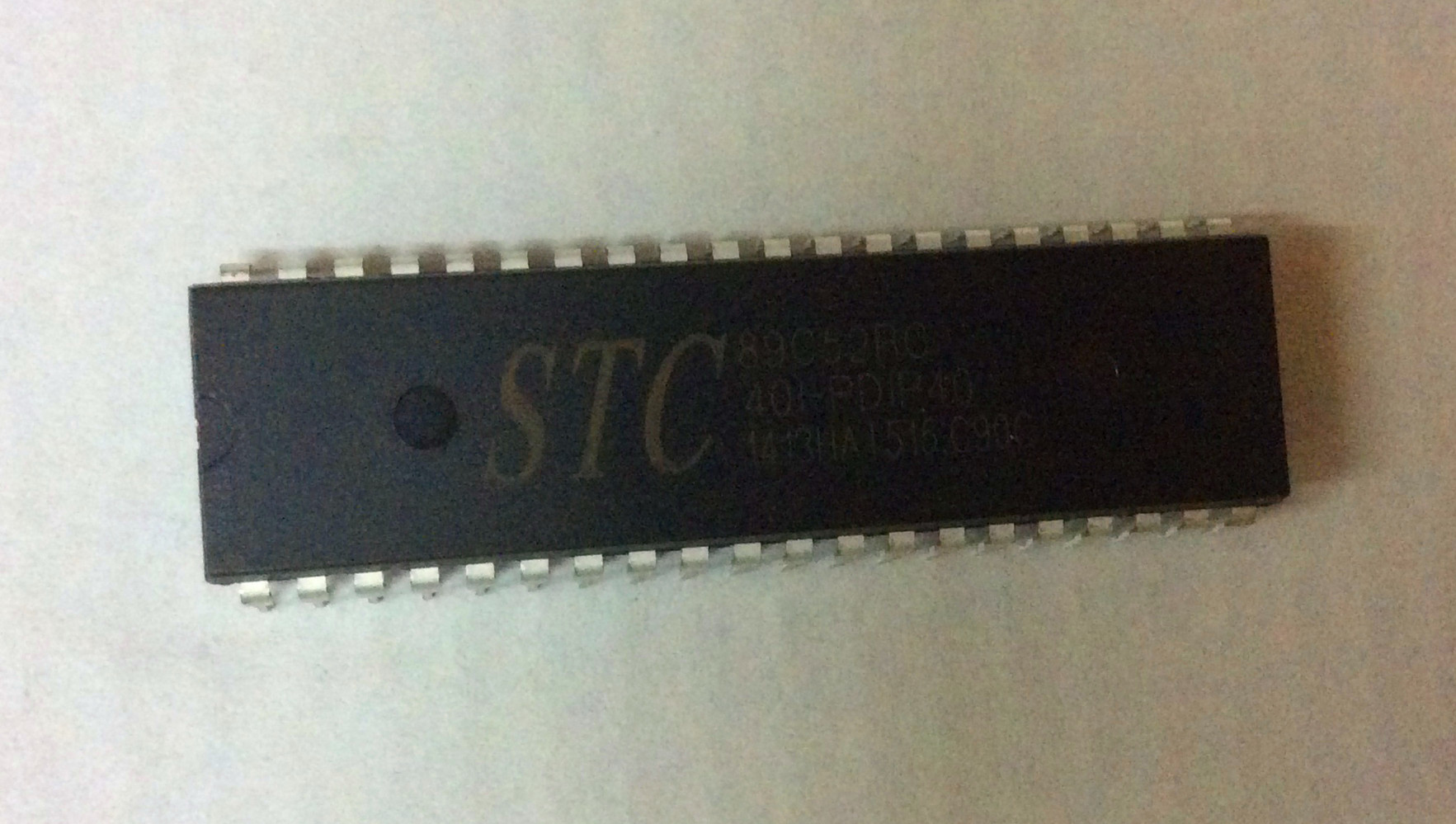
STC89C52RC单片机芯片

## 晶片接腳圖
8051 單晶片的接腳名稱與功用，8051總共有40支接腳，4個8位元雙向I/O，其中PORT3 除了可以當作I/O以外，也兼具其他特殊功能。
1. VCC：接正電源5V。
2. GND：接地。
3. PORT0：可做一般I/O使用，當作輸入或輸出時應在外部接上拉电阻，外部記憶體擴充時，當作資料匯流排（D0~7）及位址匯流排（A0~7）。由ALE接腳輸出信號分時複用。
4. PORT1：一般I/O使用，內部設有提升電阻。
5. PORT2：一般I/O使用，內部也有提升電阻，外部記憶體擴充時，當作位址匯流排（A8~15）使用。
6. RST：晶片重置信號輸入腳，只要輸入一高電位脈衝，大於2個機械週期，就可以完成重置動作。
7. ALE/PROG：接外部記憶體時，位址栓鎖致能輸出脈衝，利用此信號將位址栓鎖住，以便取得資料碼未接外部記憶體時，有1/6石英晶體的振盪頻率，可做為外部時脈在燒錄PROM時，此接腳也是燒錄脈波之輸入端。
8. PSEN：當作程式儲存致能外部程式記憶體之讀取脈波，在每個機械週期會動2次，外接ROM 時， 與ROM 的／OE 腳連接。
9. EA/VPP：接高電位時，讀取內部程式記憶體；接低電位時，讀取外部程式記憶體。欲燒錄內部EPROM 時，利用此腳接收12伏特之燒錄供應電壓。
10. XTAL1, XTAL2：接石英晶體振盪器，工作機械週期=石英晶體／12。

## 外部連結
- ATMEL （页面存档备份，存于）
- Philips 美國國會圖書館的存檔，存档日期2011-02-24
- AT89S51的Datasheet （页面存档备份，存于）
- AT89S52的Datasheet （页面存档备份，存于）
- e8051 - 一種軟核型態，專用於FPGA或ASIC的高速型8051
- 8052.com - 詳細介紹8051及8052之功能（英文）
- 8051簡介 - 介紹8051之功能（中文）
- 與8051 c++互動 （页面存档备份，存于）
- 與8051 assembly互動